# Xiche
Xiche est un village de la préfecture de Xiangxi situé dans le Nord-Ouest de la province de Hunan, dans le Sud de la Chine.